# Wallfahrtskirche Mariä Heimsuchung (Mühlberg)

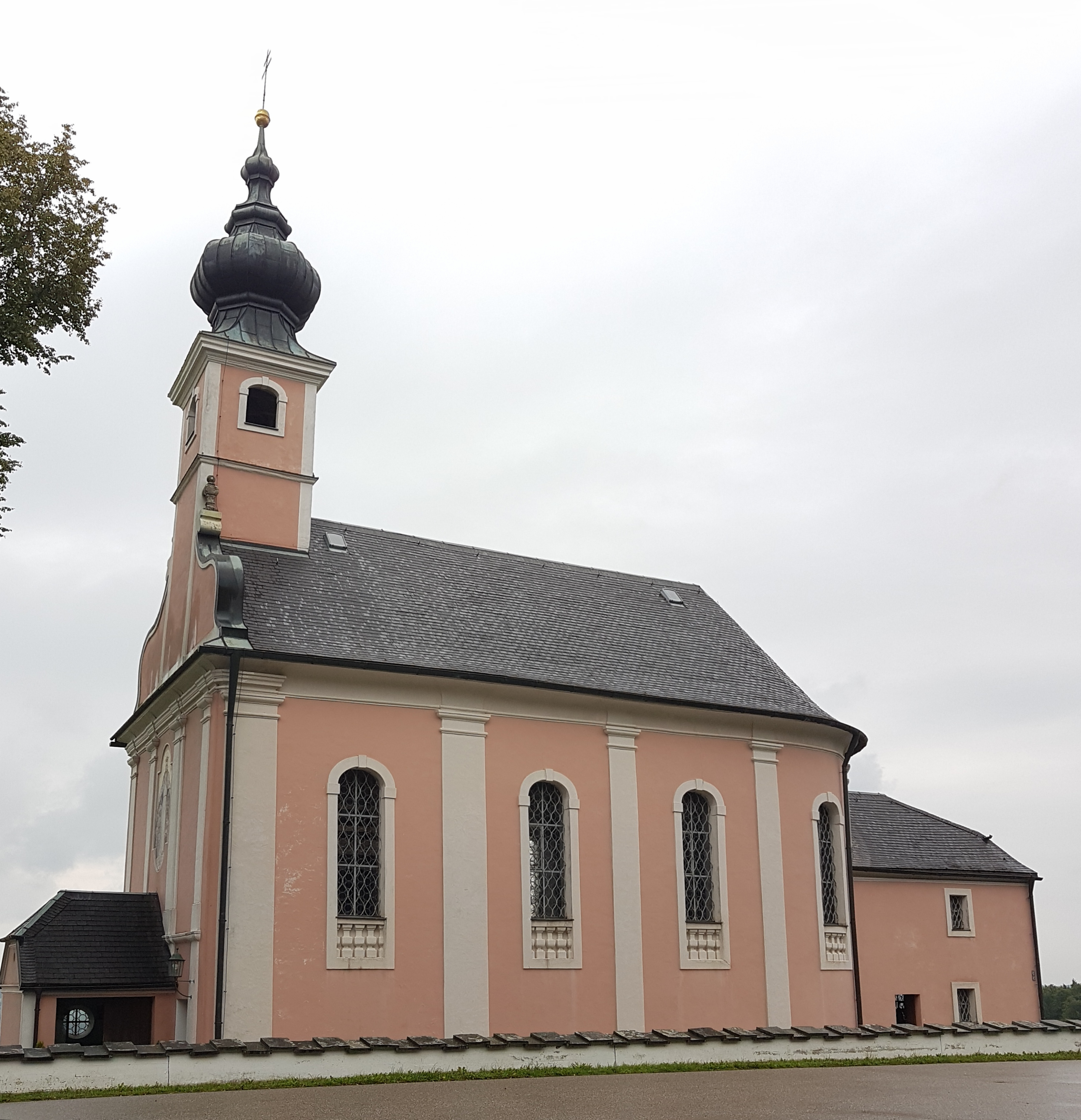
Wallfahrtskirche Mariä Heimsuchung (Mühlberg)

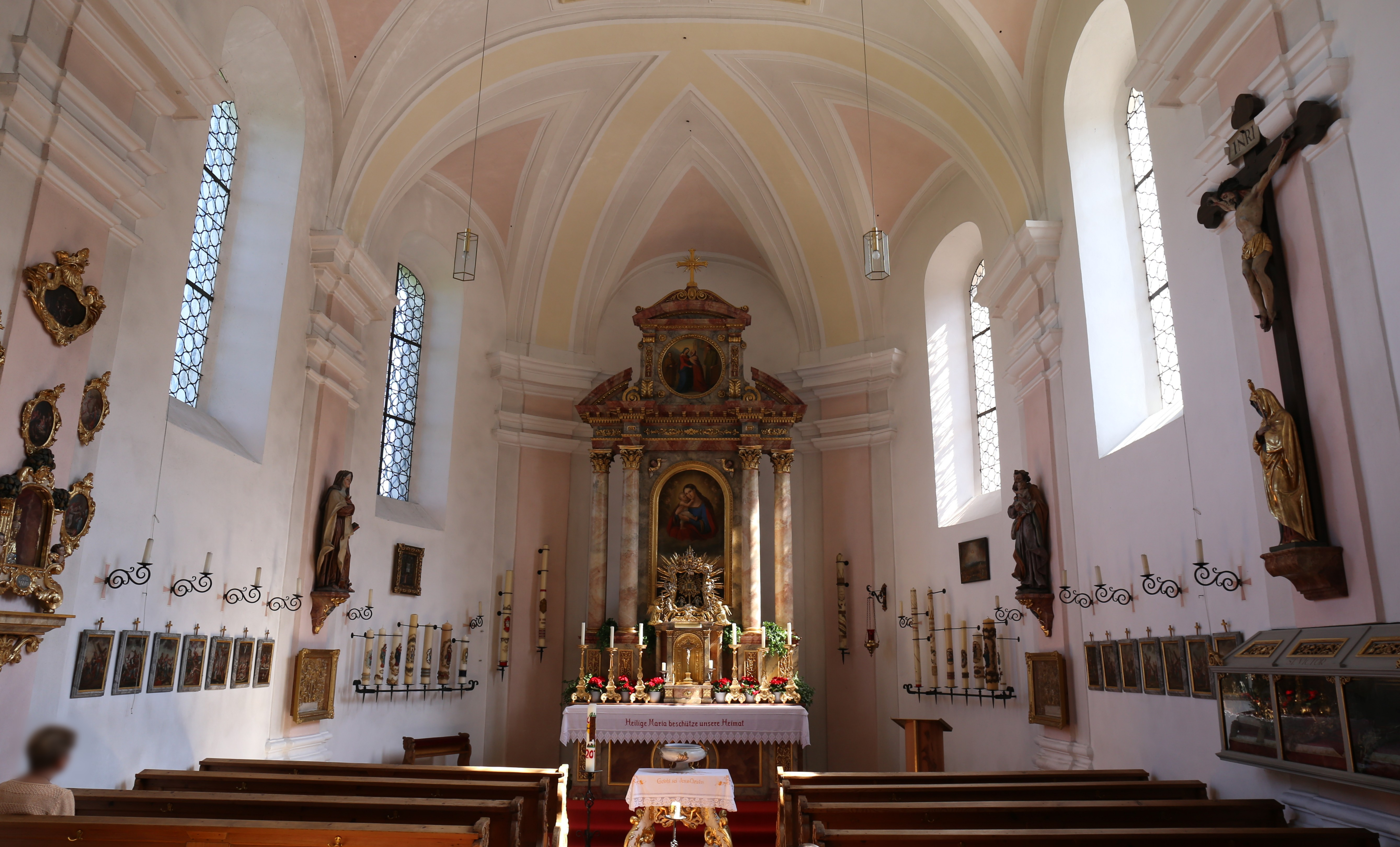
Kirchenraum

Die Wallfahrtskirche Mariä Heimsuchung befindet sich oberhalb des oberbayerischen Gemeindehauptortes Waging am See (Landkreis Traunstein) im Ortsteil Mühlberg. Der denkmalgeschützte Neubau von 1712/1713 ist eine Filiale der Waginger Pfarrkirche St. Martin.

## Bau- und Wallfahrtsgeschichte
Das Einsetzen der Wallfahrt erfolgte im letzten Drittel des Jahres 1669. Sie entstand durch den reich begüterten Mühlberger Bauern Adam Laiminger, der im Jahr zuvor zur Ettaler Madonna pilgerte. Von dieser Wallfahrt brachte Laiminger ein aus Papier gefertigtes Muttergottesbild mit nach Hause. Dieses Bild nagelte er auf ein Holzbrett und befestigte es an einem Birnbaum auf seinem Grund. Das Bildchen zog eine Vielzahl frommer Beter aus dem Gebiet der ehemaligen Gemeinden Waging am See und Gaden an. Im Winter 1669/1670 ließ der Waginger Pfarrer Krempl einen Opferstock aufstellen. Die Wallfahrt ließ nicht nach, obwohl das Bild vom Baum gerissen wurde. Daraufhin genehmigte Krempl die Errichtung einer hölzernen Kapelle, diese Wallfahrt war jedoch dem
Laufener Stiftsdechant Georg Paris Ciurletti von Lerchen ein Dorn im Auge, da er eine Konkurrenz für die von ihm erbaute Kirche Maria Büchl bei Laufen befürchtete, und sie in einem Gutachten abschätzig beurteilte.

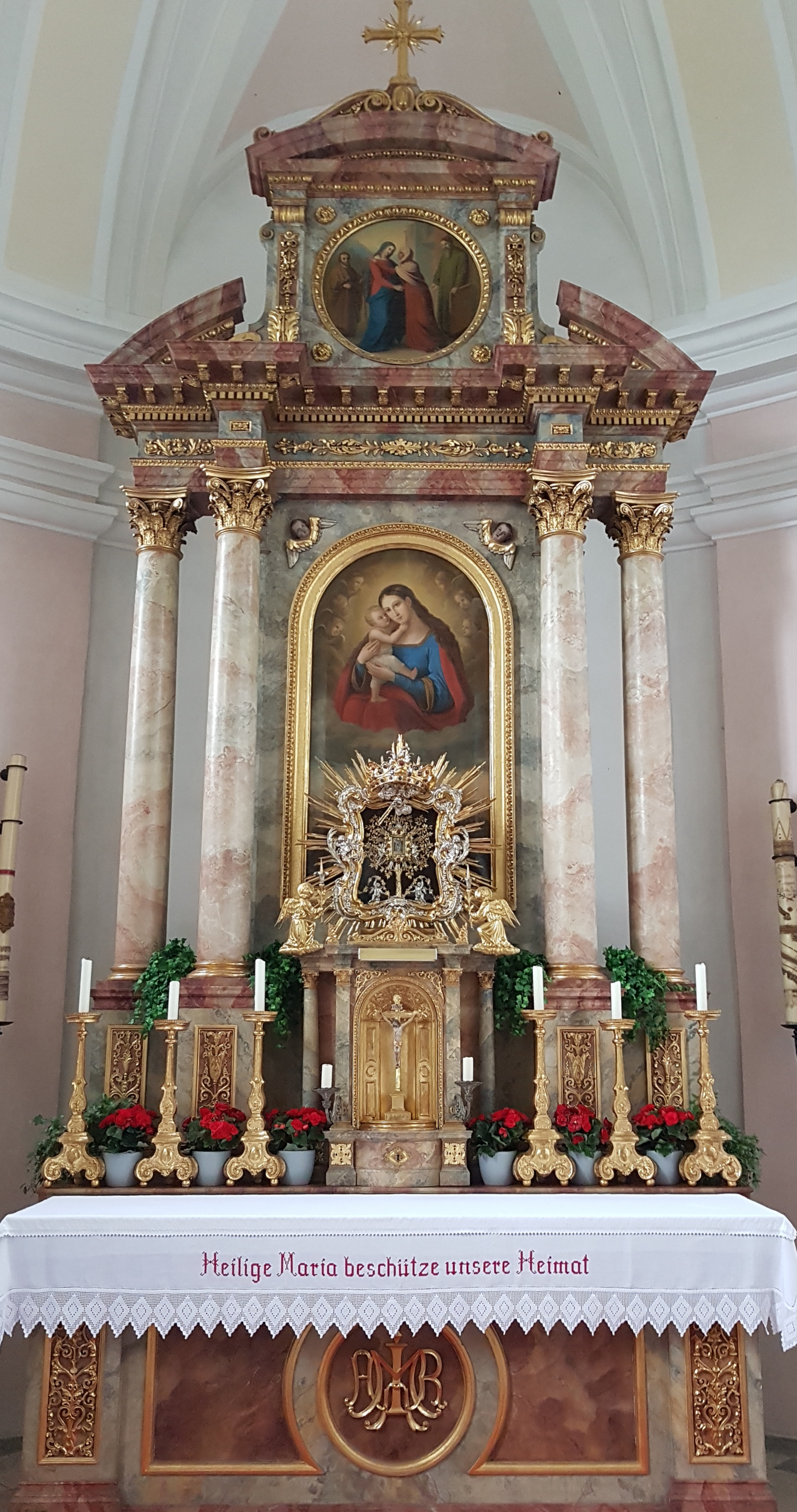
Hochaltar

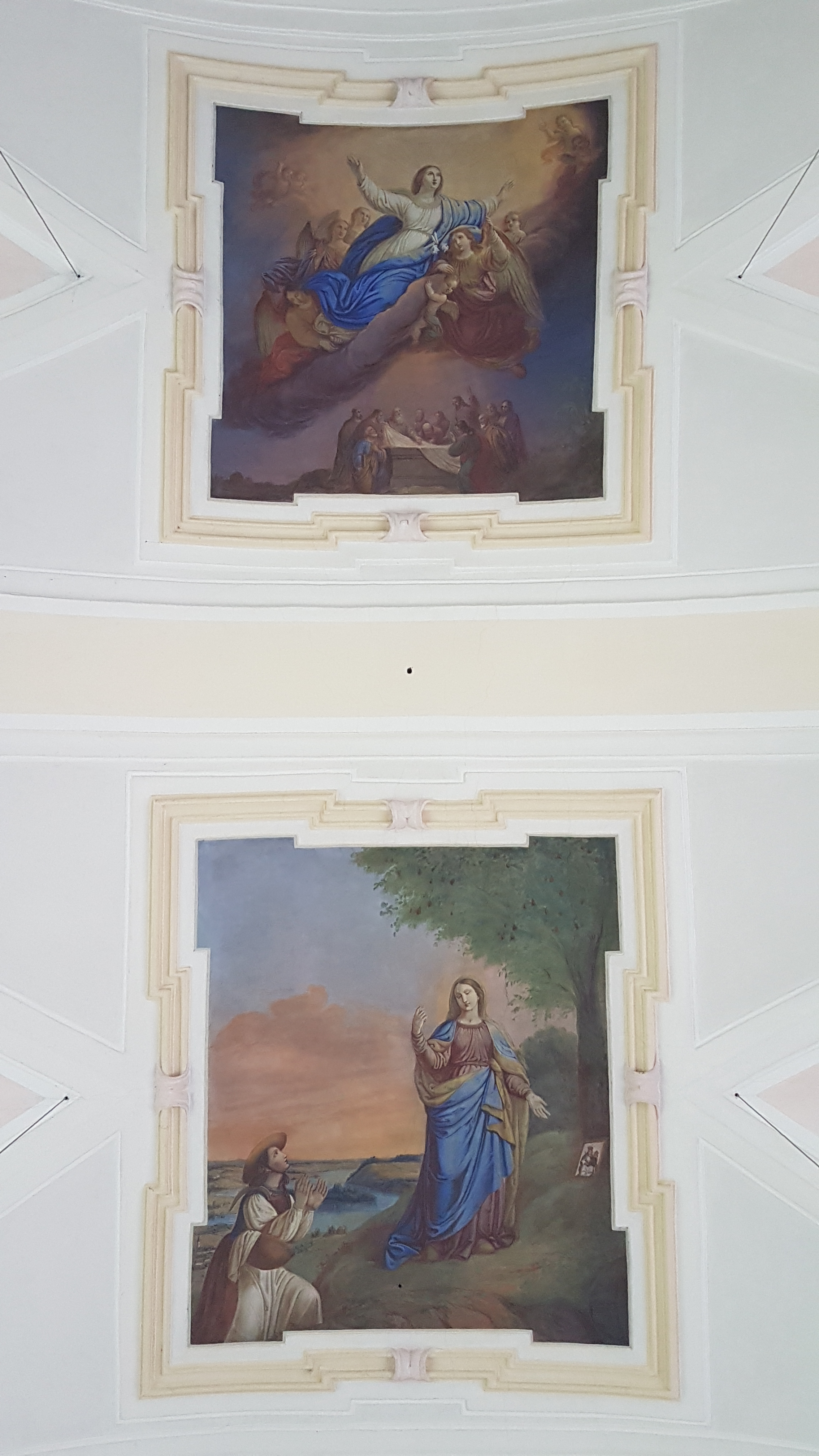
Die Deckenfresken im Langhaus

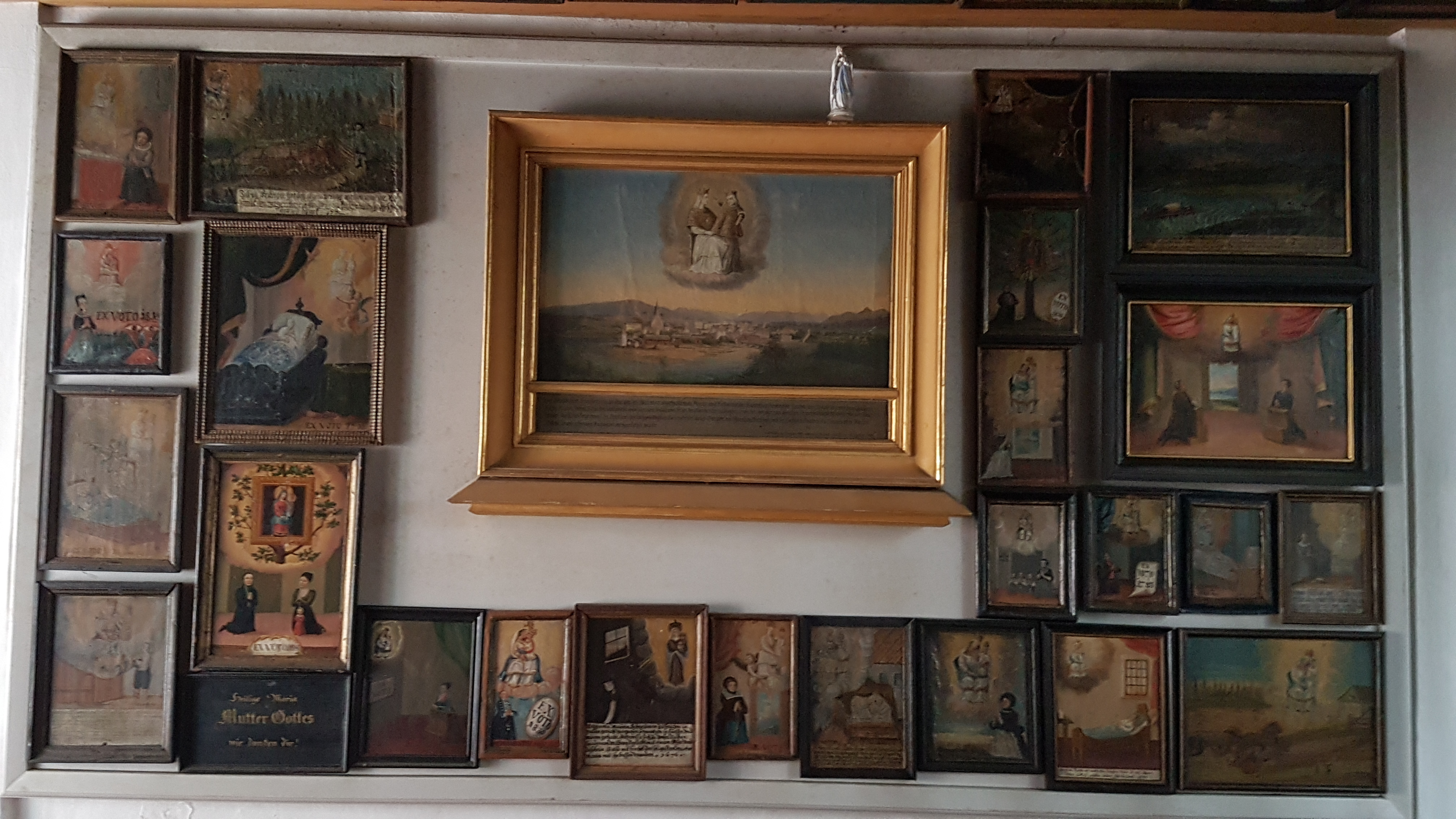
Ein Teil der 390 Votivtafeln

Es besteht auch eine Legende zur Entstehungsgeschichte. Diese besagt, dass die Magd Eva des Mühlberger Bauern Manninger auf dem Rückweg vom Gottesdienst in der Waginger Pfarrkirche einer wunderschönen Frau in vornehmster Kleidung begegnete, die auf einen Birnbaum hinwies, an dem ein Bildchen geheftet war, und die daraufhin verschwand.
Im Sommer 1671 kam der Salzburger Fürsterzbischof Max Gandolf von Kuenburg auf der Durchreise am Wallfahrtsort vorbei und genehmigte, weil er von der Vielzahl an Pilgern beeindruckt war, den Bau eines Nischenbildstocks, der wohl kapellenartig ausfiel. Aus dem gefällten Birnbaum wurde eine Kopie des Ettaler Gnadenbilds angefertigt. Kurz darauf erweiterte man den Bildstock um einen hölzernen Vorbau.
Der große Zustrom an Pilgern machte schließlich den Bau einer Kirche notwendig, der 1709 in Angriff genommen wurde. Die Pläne dazu lieferten die Waginger Thomas Pretterleithner und Georg Gesslberger, die im selben Jahr mit dem Bau begonnen hatten. 1710 stand der Chor, in dessen Rundung ein Altar in Form eines Birnbaums aufgestellt wurde. Die Kirche baute der Tittmoninger Maurermeister Johann Pattinger 1712/1713 zu Ende. Die Weihe der Kirche durch Fürsterzbischof Sigismund III. Christoph von Schrattenbach fand im Jahr 1755 statt, nachdem das westliche Joch mit dem Dachreiter hinzugefügt wurde, während schon 1710 in dem Gotteshaus Messfeiern stattfanden.
In den Jahren von 1857 bis 1862 wurden das Bauwerk nach der Jahrhundertfeier restauriert und die Ausstattung umgestaltet. Der Altar und weitere Werke von 1710 wurden entfernt, dabei erhielt die Kirche den heutigen strengen spätklassizistischen Hochaltar mit neobarocken Anklängen. Als weitere Zutat dieser Restaurierung sind die Deckenfresken zu sehen. Die Pfarrei St. Martin Waging am See feierte 1969 das 300-jährige Jubiläum der Wallfahrt. Weitere Renovierungen fanden 1967/68, 1991 und 1997/1998 statt.

## Architektur und Ausstattung

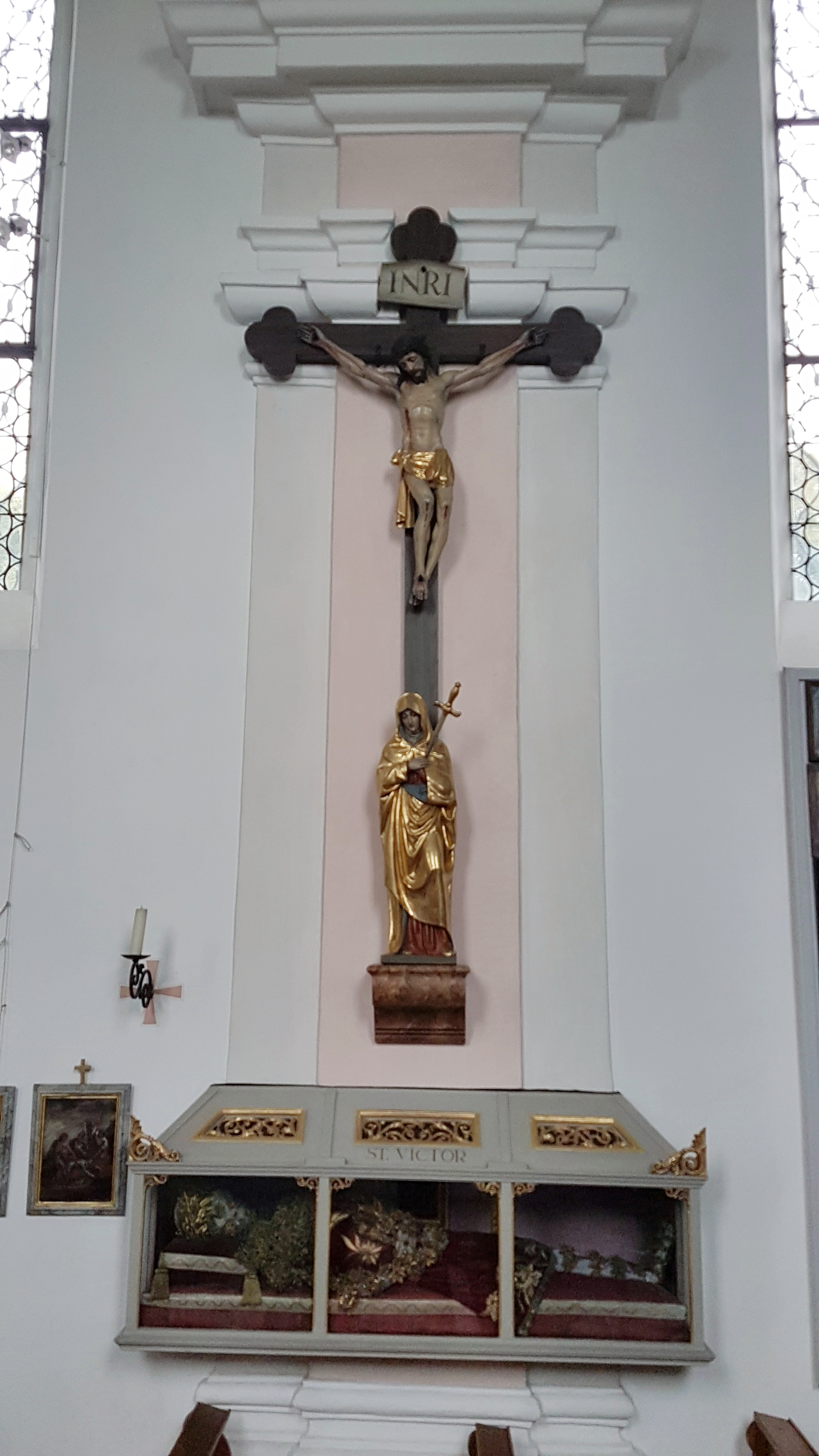
Kruzifix und der Schrein mit den Gebeinen des Märtyrers Viktor

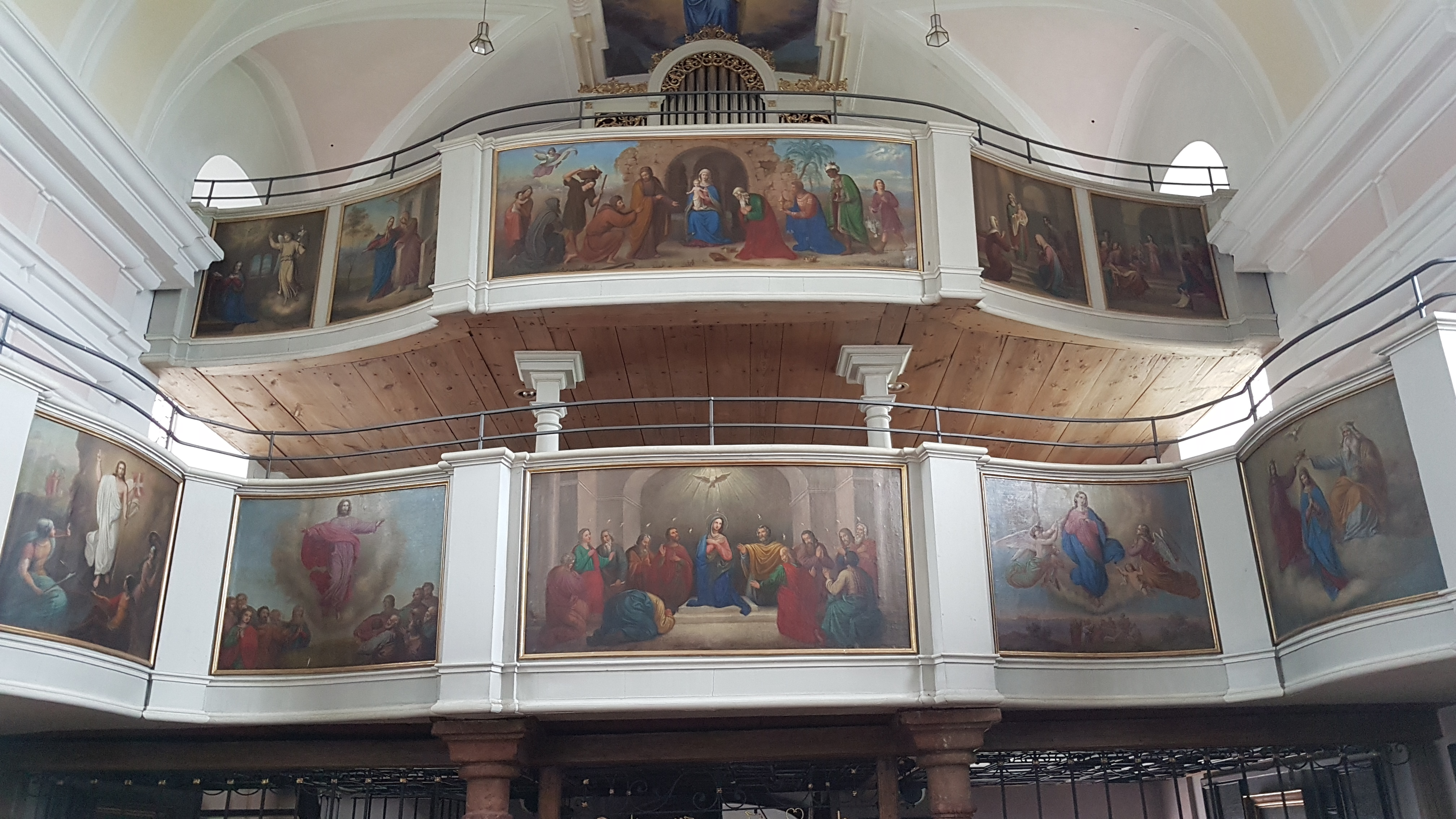
Die reich bemalten Emporen

Das Bauwerk ist ein dreijochiger Saalbau mit halbrundem Abschluss, der durch Pilaster mit Blendbalustraden gegliedert ist. Der Chor ist außen und innen ohne erkennbare Trennung vom Langhaus. Westlich ist ein Vorzeichen angebaut, darüber befindet sich am Ansatz zum schwach ausgebildeten Schweifgiebel ein Schutzmantelmadonna-Außenfresko, das der Kirchenmaler Georg Gschwendtner 1947 angefertigt hatte. Der auf dem Westgiebel sitzende Dachreiter besitzt eine Laternenhaube, am Chorschluss ist die zweigeschossige Sakristei angebaut. Das Langhaus und der Chor sind im Innern mit einem flachen Stichkappengewölbe versehen, im westlichen Joch ist die mit zahlreichen Malereien geschmückte geschwungene Doppelempore eingebaut.

### Ausstattung
Im Chorschluss befindet sich der von Xaver Hörmann 1858 angefertigte, freistehende Hochaltar. Das zentrale Mariahilfbild stammt vom Laufener Maler Rudholzer. Über dem Tabernakel befindet sich in der Monstranz das Marienbildchen, das Adam Laiminger aus Ettal mitgebracht hatte. Im runden Auszugsgemälde ist die Heimsuchung Mariens dargestellt. An den Chorseiten sind große Votivkerzen und die Figuren der Heiligen Josef und Elisabeth angebracht.
In der Mitte der Nordwand befindet sich in einem Schrein die Nachbildung des Ettaler Gnadenbilds von 1671 aus dem Holz des gefällten Birnbaums, umgeben von Miniaturgemälden der Rosenkranzgeheimnisse in reicher Umrahmung, diese befanden sich am alten Hochaltar. Gegenüber in einer Nische befinden sich die vom Bauer Joseph Mayr von einer Rom-Pilgerreise im Jahr 1842 mitgebrachten Gebeine des Katakomben-Märtyrers Viktor. Vor der Aufstellung in der Kirche wurden die sterblichen Überreste von den Frauenchiemseer Nonnen gefasst. Über dem Schrein ist das barocke Kruzifix mit einer Mater Dolorosa angebracht.
Die drei Deckenfresken, die der Salzburger Josef Rattensberger 1858 schuf, stellen Die gnadenreiche Himmelskönigin (oberhalb der Orgel), die Mühlberger Wallfahrtslegende (mittig im Langhaus) und Die Himmelfahrt Mariens (vorne im Langhaus) dar. Den auffallendsten Schmuck der Kirche neben dem Altar und den Votivtafeln stellen die zwölf Gemälde an der Doppelempore dar. Sie zeigen Szenen aus dem Marien- und Jesus-Zyklus und wurden um 1858 geschaffen.
An den Wänden der hinteren zwei Langhausjoche und an der Emporenunterseite sind die mit 390 Votivtafeln (die ältesten sind aus dem Jahr 1671) als größter Bestand in einer Rupertiwinkler Kirche angebracht. Die Tafeln gelten als hervorragende Bildquellen zur örtlichen Volkskultur. Zwischen ihnen befindet sich die sogenannte Albertitafel, auf der in neun Bildpaaren mit Texten gutes und falsches Handeln gegenübergestellt wird.

### Orgel

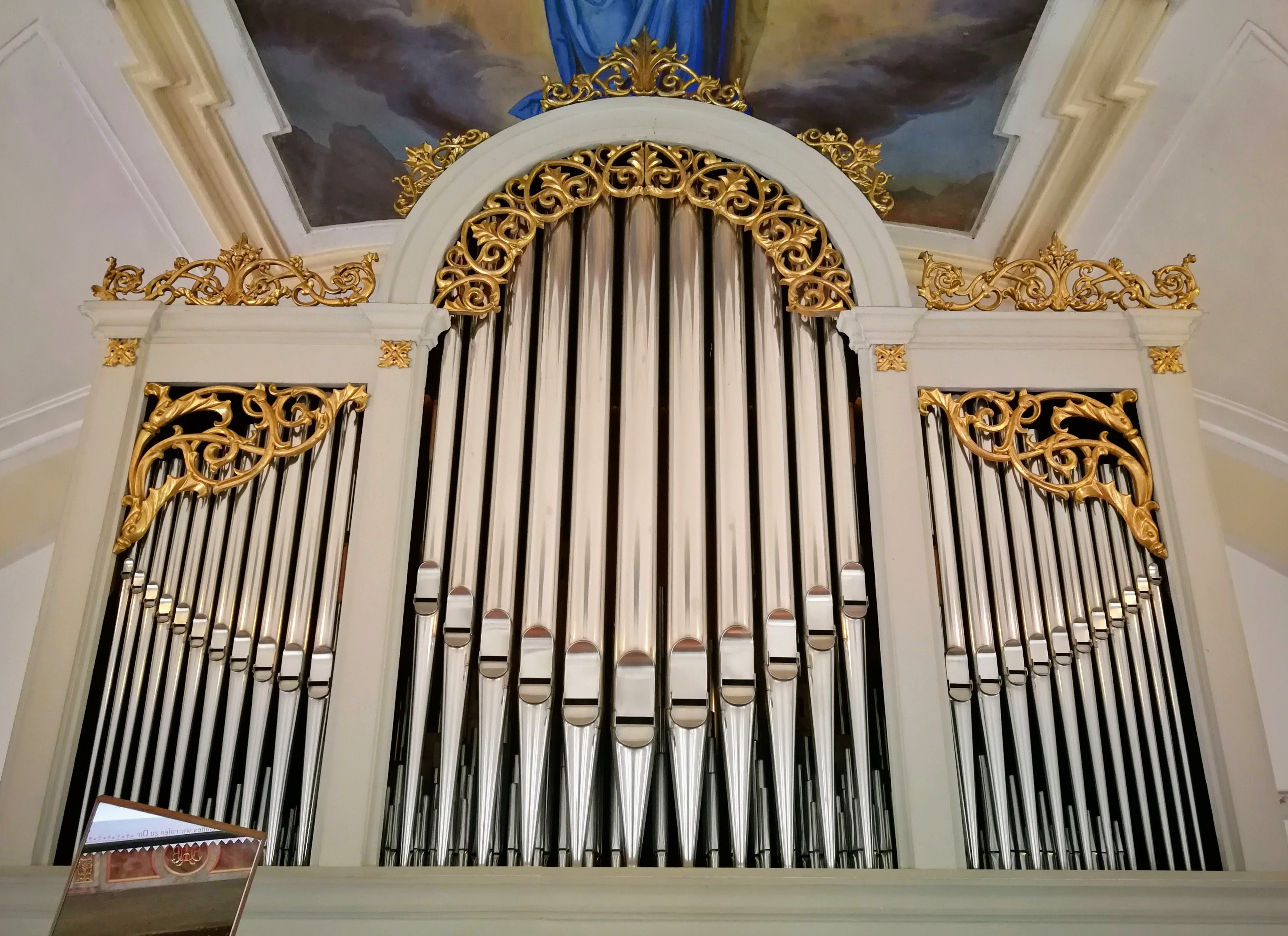
Orgelprospekt

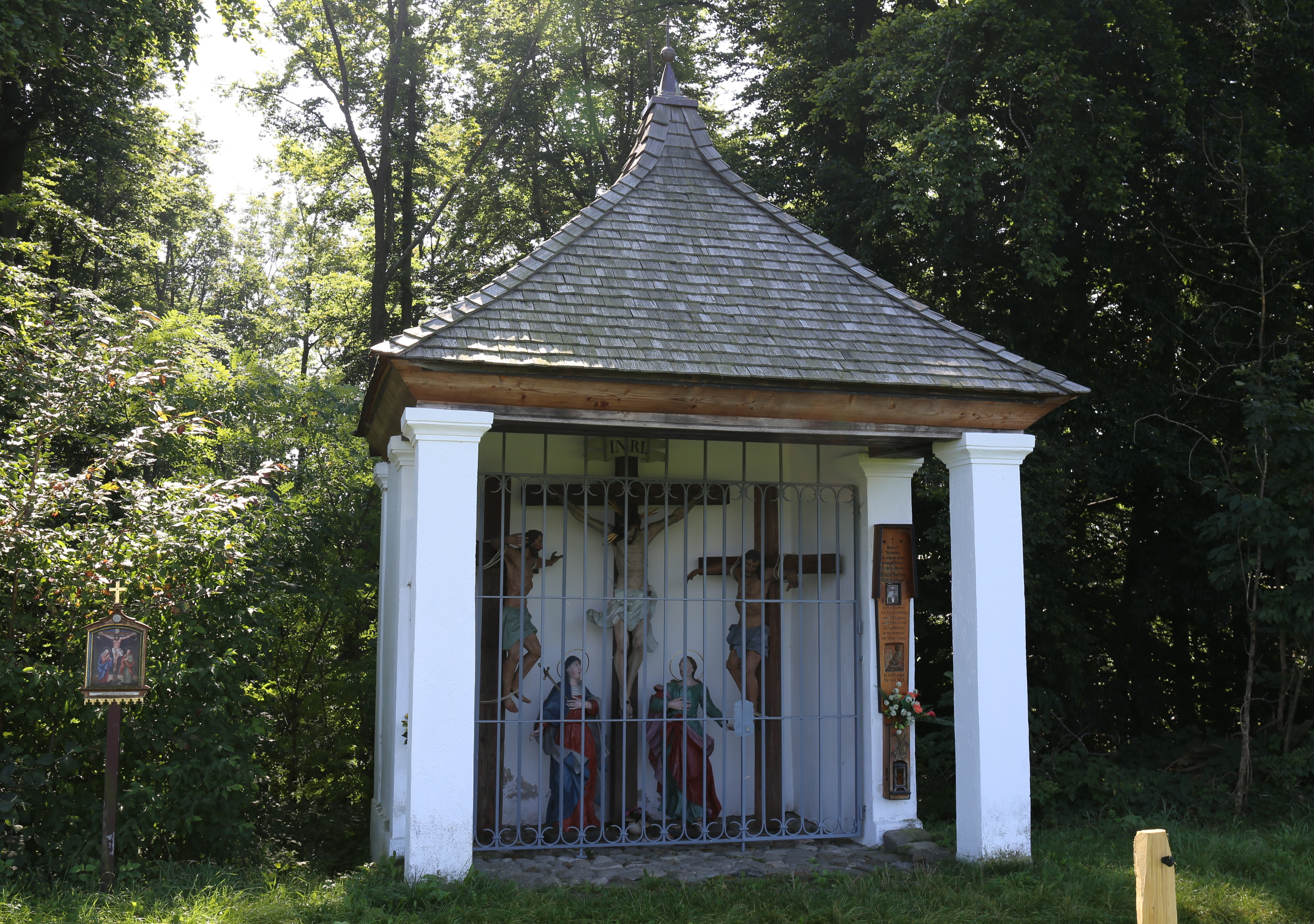
Kalvarienbergkapelle am Mühlberg

Vor 1884 wurde von einem unbekannten Orgelbauer eine einmanualige Orgel erbaut. 2007 stellte sich bei einer Begutachtung heraus, dass die Instandsetzung des Instruments nicht mehr möglich war. Der Orgelbauer Christoph Kaps wurde beauftragt, ein neues Werk in dem historischen Gehäuse zu erstellen, welches dafür restaurativ ergänzt wurde. Das Instrument wurde am Festwochenende 23. und 24. Juni 2012 eingeweiht.
Das rein mechanische Schleifladeninstrument mit einem freistehenden, historisierenden Spieltisch verfügt über neun klingende Register auf einem Manual und Pedal. Die Disposition lautet wie folgt:
| Manual C–f3 |                            |       |
| 1.          | Copl                       | 8′    |
| 2.          | Salicional                 | 8′    |
| 3.          | Principal                  | 4′    |
| 4.          | Holzflöte                  | 4′    |
| 5.          | Principalflöte             | 2′    |
| 6.          | Sesquialter II             | 2 ⁄3  |
|             | Quint (Vorabzug aus Nr. 7) | 1 ⁄3′ |
| 7.          | Mixtur III                 | 1 ⁄3′ |

| Pedal C–d1 |             |     |
| 8.         | Subbass     | 16′ |
| 9.         | Gedecktbass | 8′  |

- Koppel: Pedalkoppel

## Wallfahrtsweg von Waging zur Kirche
Der Weg beginnt am östlichen Ortsrand an der Hägfeld-Flurkapelle und führt in südöstlicher Richtung den Hang hinauf. An ihm befinden sich zwei große offene Wegkapellen. Die erste ist mit einer Ölbergszene und die zweite mit der Kalvarienbergszene ausgestattet. Entlang des Wallfahrtswegs stehen außerdem vierzehn gusseiserne Kreuzweg-Stationstafeln.